# Alophoixus frater
Alophoixus frater là một loài chim trong họ Pycnonotidae.